# 仲晃
仲 晃（なか あきら、1926年-　）は、日本のジャーナリスト、国際政治学者。桜美林大学名誉教授。

## 人物
京都府舞鶴市生まれ。第三高等学校 (旧制)を経て、1951年東京大学法学部卒業、共同通信社入社。ワシントン特派員、ジュネーヴ支局長、ワシントン支局長を経て、1983年論説副委員長。1962年度ボーン・上田記念国際記者賞受賞。1989年から桜美林大学国際学部教授。1997年に定年退職後、桜美林大学名誉教授。

## 著書

### 単著
- 『ケネディ暗殺事件 その背景と真実』 弘文堂、1964. フロンティア・ブックス
- 『米中対決 ベトナム戦争と大国の介入』 潮新書 1967.
- 『レーガンのアメリカ』 日刊工業新聞社、1980.12. ウイークエンドブックス
- 『白亜館の裏窓 アメリカ大統領の人間模様』 PHP研究所、1982.7.
- 『ジャーナリストの肖像 報道の自由と国家機密』 PHP研究所、1983.6.
- 『アメリカの選択 ジョージ・ブッシュの挑戦』 共同通信社、1988.12.
- 『パクス・アメリカーナの転回 一ジャーナリストの見た現代史』 岩波書店、1992.5.
- 『ケネディはなぜ暗殺されたか』 日本放送出版協会、1995.5. NHKブックス
- 『黙殺 ポツダム宣言の真実と日本の運命』 日本放送出版協会、2000.7. NHKブックス（上・下）
- 『「うたかたの恋」の真実 ハプスブルク皇太子心中事件』 青灯社、2005.12.
- 『アメリカ大統領が死んだ日 1945年春、ローズベルト』岩波現代文庫、2010.4.

### 共編著
- 『フラッシュは世界を走る 共同通信社の24時間』 編著. 共同通信社、1984.10.
- 『米中枢同時テロ事件 21世紀の試練』 榎彰共編. 共同通信社、2001.11.

### 翻訳
- 原子の探求 H.コンプトン 共訳. 法政大学出版局、1959.
- シカゴの一週間 マンチェスター氏の優雅な勝利 フレッチャー・ニーベル、チャールズ・ベーリー 共訳. 弘文堂、1964.
- 月をめざすアメリカ 宇宙開発競争の内幕 E.ダイアモンド 弘文堂、1964. フロンティア・ブックス
- アイゼンハワー回顧録. 第1-2 佐々木謙一共訳. みすず書房、1965-68. 現代史戦後篇
- グリーン・ベレー ベトナムのアメリカ特殊部隊 ロビン・ムーア 弘文堂、1965-66.
- ペンタゴンの内幕 アメリカ軍事経営学 ジャック・レイモンド 弘文堂、1965. フロンティア・ブックス
- ベトナム戦争 写真と記録 歴史の告発 F.グリーン 河出書房新社、1966.
- アメリカ特殊部隊 ロビン・ムーア 弘文堂新社、1967.
- アメリカ、腐敗の国 フレッド・クック 富田弘二、渡辺靖共訳. みすず書房, 1968. みすず叢書
- ゲバラ日記 丹羽光男共訳. みすず書房、1968.
- CIAの戦争 ベトナム大敗走の軌跡 フランク・スネップ 監訳. パシフィカ、1978.12.
- パールハーバーカバーアップ フランク・シューラー、ロビン・ムーア グロビュー社、1981.11.
- 英語経済ニュースを聴く abc special 1 ダン・コーツ 吉田健正共訳 グロビュー社 1982.10 Business view 別冊
- アメリカ経済をつかむ 英語経済ニュースを聴く2 ダン・コーツ 吉田健正共訳 グロビュー社 1983.4. Business view 別冊
- バックホーム モート・ローゼンブラム 監訳. 共同通信社、1990.12.
- マクナマラ回顧録 ベトナムの悲劇と教訓 ロバート・S.マクナマラ 共同通信社、1997.5.
- 果てしなき論争 ベトナム戦争の悲劇を繰り返さないために ロバート・S.マクナマラ編著 共同通信社、2003.5.